# Primazia papal

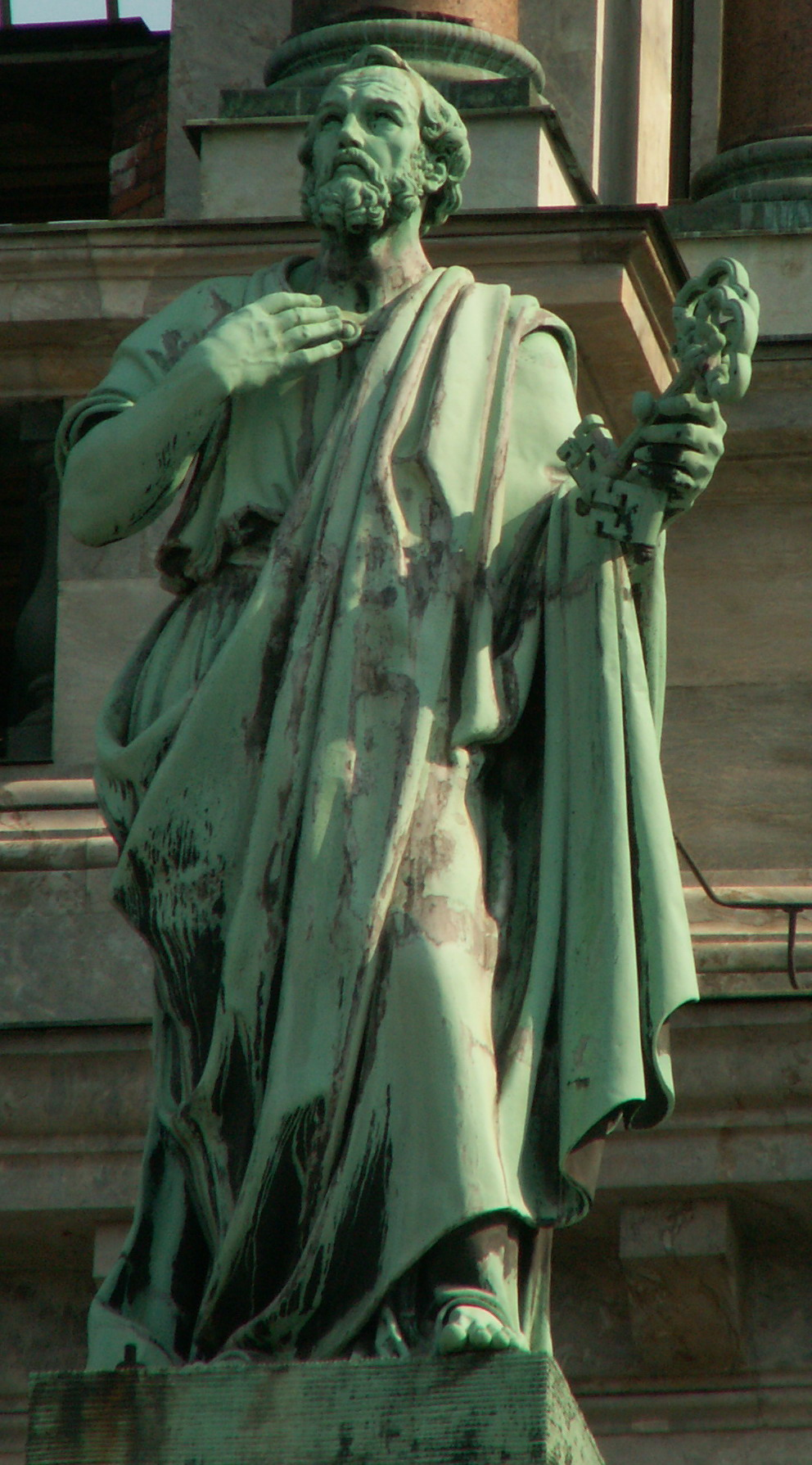
São Pedro e as chaves do Céu.
Na Catedral de Santo Isaac, em São Petersburgo, na Rússia.

A primazia papal (ou primado do Papa) é um dos elementos centrais da eclesiologia católica, e refere-se à autoridade singular e suprema exercida pelo Bispo de Roma, o Papa, sobre toda a Igreja. Esta doutrina afirma que ao Papa é devido um respeito e obediência especiais por parte dos demais bispos e suas respectivas igrejas locais, em razão de seu ministério único como sucessor do apóstolo São Pedro.

## Denominações cristãs

### Igreja Católica
De acordo com a fé da Igreja Católica, o dogma da primazia do Pontífice Romano implica que o Papa, enquanto ocupante da Sé Apostólica, possui jurisdição plena, suprema, imediata e universal sobre toda a Igreja, incluindo tanto a Igreja de rito latino quanto as Igrejas orientais católicas, em comunhão com ele.
A Igreja também ensina que o próprio Jesus Cristo confiou a Pedro um papel específico de pastoreio universal (João 21:15–17), o qual é perpetuado no ministério dos seus sucessores, os Papas. Assim, o Papa é reconhecido como o chefe visível da Igreja universal, com a missão de confirmar os irmãos na fé (Lucas 22:32), guardar a unidade da Igreja e exercer, com o colégio dos bispos, a autoridade suprema em matéria de fé e moral. Logo, A primazia papal, portanto, não é apenas uma questão de honra, mas um verdadeiro ofício pastoral instituído por Cristo, e exerce-se em espírito de serviço, como sinal da unidade e garantia da fidelidade à Revelação divina.

### Igreja Ortodoxa
Outras tradições cristãs, como as Igrejas Ortodoxas, reconhecem o Bispo de Roma somente como o "Patriarca do Ocidente" e ainda como o primeiro bispo entre seus pares ou iguais (primus inter pares). Logo, os ortodoxos consideram que o Bispo de Roma tem apenas uma primazia de honra (negando por isso a autoridade suprema do Papa), que, desde o Grande Cisma (1054), não tem nenhum poder concreto sobre estas Igrejas cristãs.
Recentemente, devido ao grande esforço ecuménico, as Igrejas Católica e Ortodoxa chegaram finalmente a um consenso mínimo sobre a questão da primazia papal. Este consenso, expresso no "Documento de Ravena" (que foi aprovado no dia 13 de Outubro de 2007), consiste no reconhecimento de ambas as partes de "que o Bispo de Roma […] é o "protos", ou seja, o primeiro entre os patriarcas de todo o mundo, pois Roma, segundo a expressão de Santo Inácio de Antioquia, é a ‘Igreja que preside na caridade’". Mas, mesmo assim, "ainda existe divergência entre católicos e ortodoxos quanto às prerrogativas" e aos privilégios desta primazia, visto que os ortodoxos só concedem ao Papa uma primazia pastoral, não jurisdicional; entre iguais, não acima dos outros.